# غوين تشيسمان
غوين تشيسمان (بالإنجليزية: Gwen Cheeseman)‏ هي لاعب هوكي الحقل أمريكية، ولدت في 13 أغسطس 1951 في هاريسبرج في الولايات المتحدة.

## وصلات خارجية
- غوين تشيسمان على موقع أوليمبيديا (الإنجليزية)